# Edward Spencer (athlétisme)
Pour les articles homonymes, voir Edward Spencer (homonymie) et Spencer.
Edward Adams Spencer (né le 5 novembre 1881 à Salford et décédé le 6 mai 1965 à Isleworth) est un athlète britannique spécialiste de la marche athlétique. Affilié au Polytechnic Harriers, il mesurait 1,65 m pour 53 kg.

## Biographie

### Palmarès
| Date | Compétition           | Lieu    | Résultat | Épreuve         | Performance       |
| ---- | --------------------- | ------- | -------- | --------------- | ----------------- |
| 1908 | Jeux olympiques d'été | Londres | 3e       | 10 miles marche | 1 h 21 min 20 s 2 |

### Records
| Épreuve         | Performance         | Lieu    | Date |
| --------------- | ------------------- | ------- | ---- |
| 10 miles marche | 1 h min 21 s 20 s 2 | Londres | 1908 |